# DNA ty thể

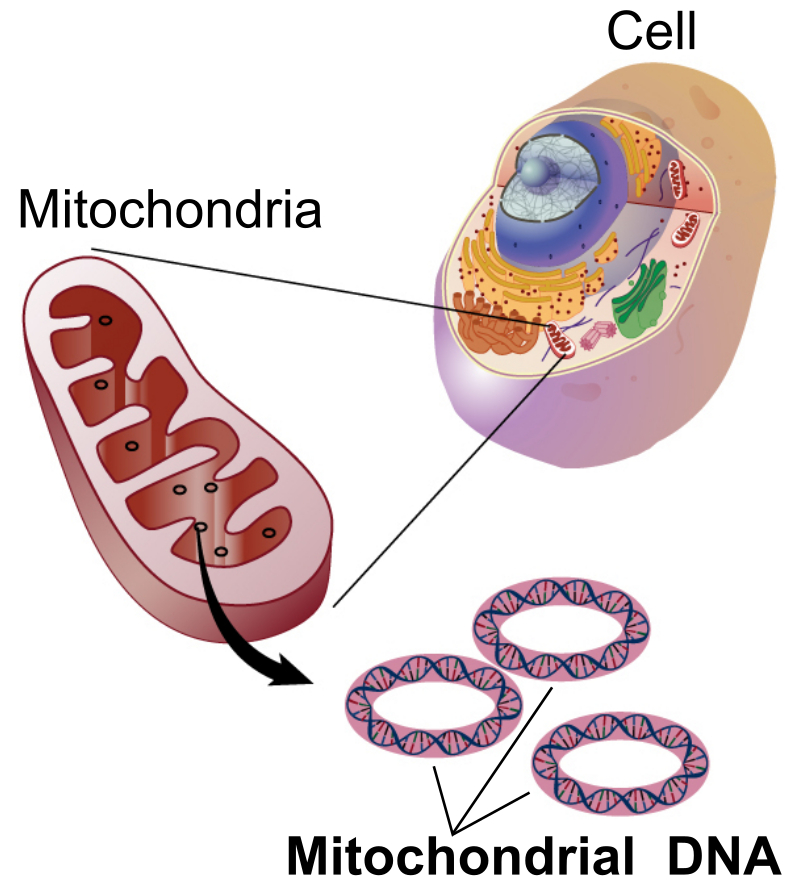
DNA ti thể là nhiễm sắc thể tròn nhỏ được tìm thấy bên trong ty thể

Mô hình DNA ty thể của người.

DNA ty thể (tiếng Anh: mitochondrial DNA, mtDNA) là DNA nằm trong ty thể, loại bào quan trong các tế bào nhân chuẩn thực hiện chuyển đổi năng lượng hóa học từ chất dinh dưỡng thành một dạng tế bào có thể sử dụng là adenosine triphosphate (ATP). DNA ty thể chỉ là một phần nhỏ của lượng DNA trong tế bào nhân chuẩn. Hầu hết các DNA nằm trong nhân tế bào, và ở thực vật thì nằm trong lục lạp.
Trình tự DNA của mtDNA cũng đã được xác định cho một số lượng lớn các sinh vật và cá thể, bao gồm cả một số sinh vật đã tuyệt chủng.
Ở người, DNA ty thể được coi là loại nhiễm sắc thể nhỏ nhất, mã hóa 37 gen và chứa khoảng 16.600 cặp cơ sở. DNA ty thể của người là một phần quan trọng đầu tiên của bộ gen người được giải mã.
Trong hầu hết các loài, kể cả người, mtDNA được thừa kế duy nhất từ mẹ. Đó là do khi thụ tinh thì hợp tử thừa kế tế bào chất và các bào quan độc quyền từ tế bào trứng của mẹ, trong đó có mtDNA, còn tinh trùng chỉ góp vào DNA nhiễm sắc thể, và bỏ lại các bào quan,... bên ngoài hợp tử.
Việc so sánh các trình tự DNA ty thể đóng vai trò trụ cột trong nghiên cứu Phát sinh chủng loài học (phylogenetics), trong đó nó cho phép các nhà sinh học làm sáng tỏ mối quan hệ tiến hóa giữa các loài. Nó cũng cho phép việc kiểm tra mối liên hệ của các quần thể, và như vậy nó rất quan trọng trong lĩnh vực nhân chủng học và sinh học, thông qua việc dựng lại cây phả hệ theo dòng mẹ. Các nghiên cứu này dẫn đến kết luận về bà Eve ty thể, tổ mẫu của tất cả mọi người hiện nay trên thế giới, là người ở vị trí phả hệ dòng mẹ là gốc của nhánh cây, sống tại châu Phi vào cỡ 100-200 Ka BP (Kilo annum before present, ngàn năm trước).

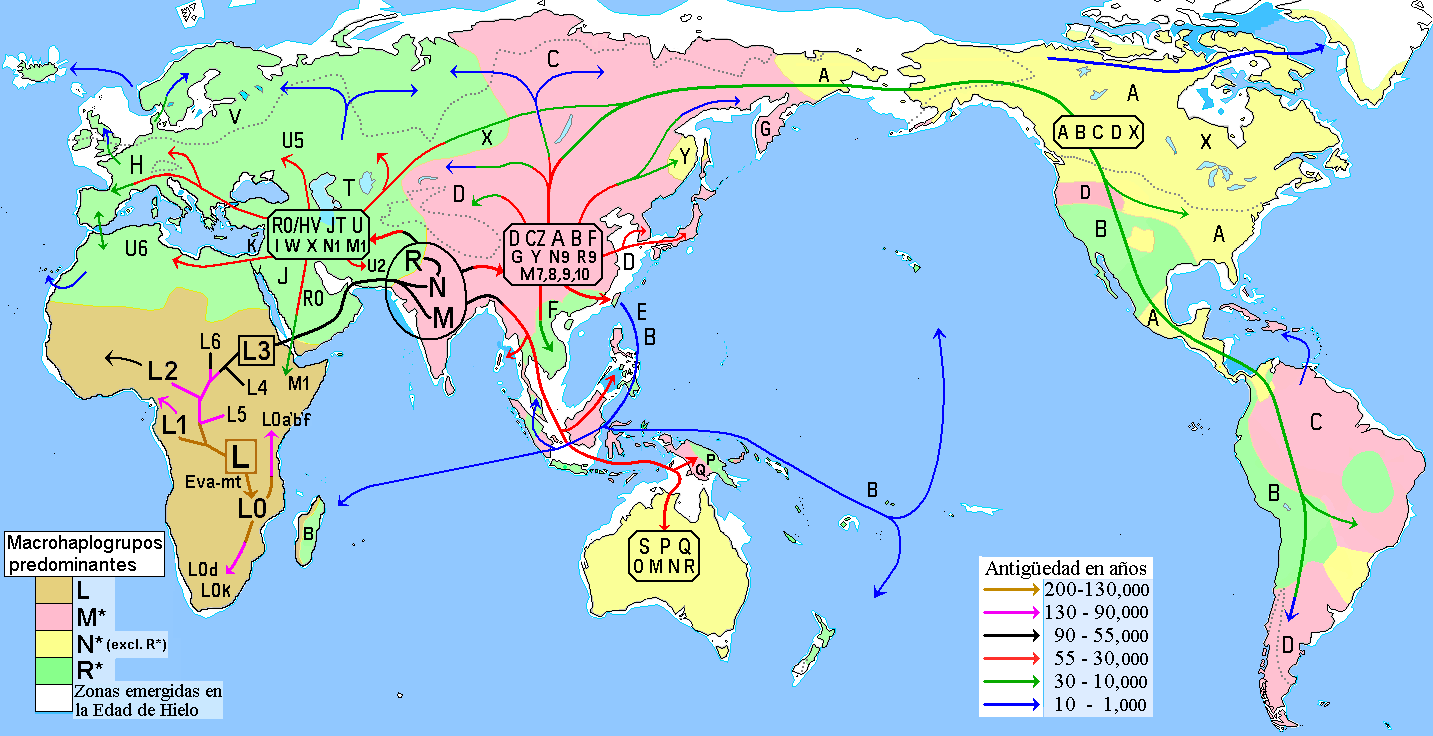
Đường phát tán loài người theo các nhóm đơn bội mtDNA theo Kalevi Wiik (2008). Phần màu trắng là đất liền vào thời kỳ băng hà 10 Ka về trước, nay bị chìm dưới biển.